# J. Williams (Sänger)
Joshua Elia Williams (* 3. September 1986 in Māngere, Manukau City, Neuseeland) ist ein neuseeländischer R&B-Sänger.

## Leben
Joshua ging in Auckland zur Schule. Seine beiden Schwestern machten bei Australian Idol – der australischen Version von DSDS – mit. Joshua ist Mitglied einer Hip-Hop-Tanzgruppe, die unter dem Namen Prestige geringen Erfolg verbuchen konnten.
2008 brachte er als J. Williams seine erste Single Blow Your Mind auf den Markt, die Platz 13 der Neuseeländischen Charts erreichte. Anfang 2009 erschien sein Debüt-Album Young Love. Dies landete auf Platz 5 der NZ-Charts. Weitere Singles aus dem Album wurden veröffentlicht (darunter Stand with You mit seiner Schwester Lavina Williams zusammen), bis er schließlich 2010 mit You Got Me den 1. Platz in Neuseeland erreichte. Im selben Jahr gewann er den Pacific Music Awards der Kategorie Best Pacific Male Artist.
Am 31. Mai 2010 erschien die Single Takes Me Higher, die in Neuseeland Platz 2 erreichte und es für 3 Wochen auch in Deutschland in die Charts schaffte, wo sie Platz 75 als Höchstposition erreichte. Daraufhin nahm Williams mehrere Songs mit dem ebenfalls neuseeländischen Rapper K.One auf und konnte sich mit allen drei, als Single veröffentlichten Songs in den Neuseeländischen Charts platzieren.

## Diskografie
Studioalben

| Jahr | Titel      | Höchstplatzierung, Gesamtwochen, AuszeichnungChartsChartplatzierungen (Jahr, Titel, Platzierungen, Wochen, Auszeichnungen, Anmerkungen) | Anmerkungen                         |
| Jahr | Titel      | NZ | Anmerkungen                         |
| ---- | ---------- | --- | ----------------------------------- |
| 2009 | Young Love | NZ5 Gold · (28 Wo.)NZ | Erstveröffentlichung: 20. Juli 2009 |